# Pancoenia
Pancoenia is een geslacht van vlinders van de familie tastermotten (Gelechiidae).

## Soorten
- P. pelota Meyrick, 1904
- P. periphora Meyrick, 1904
- P. pygmaea Turner, 1919